# Kawasaki GPZ 750

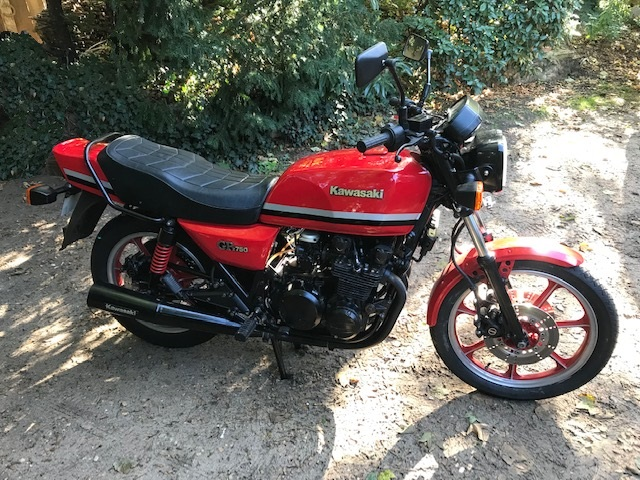
Kawasaki GPZ 750 (1981)

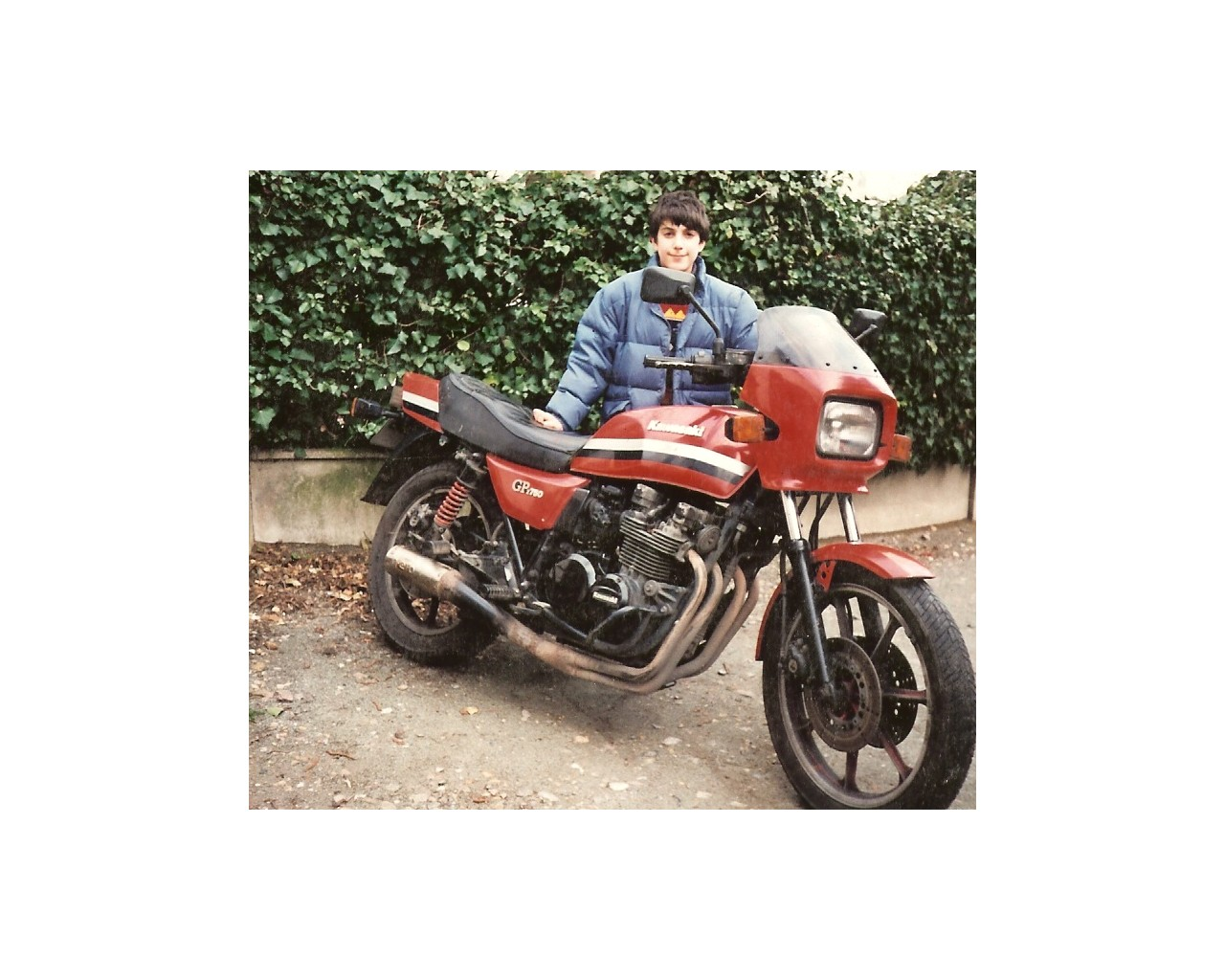
Kawasaki GPZ 750 (1982)

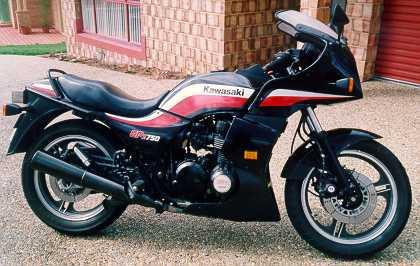
Kawasaki GPZ 750 (1983), fahrtwindgekühlt

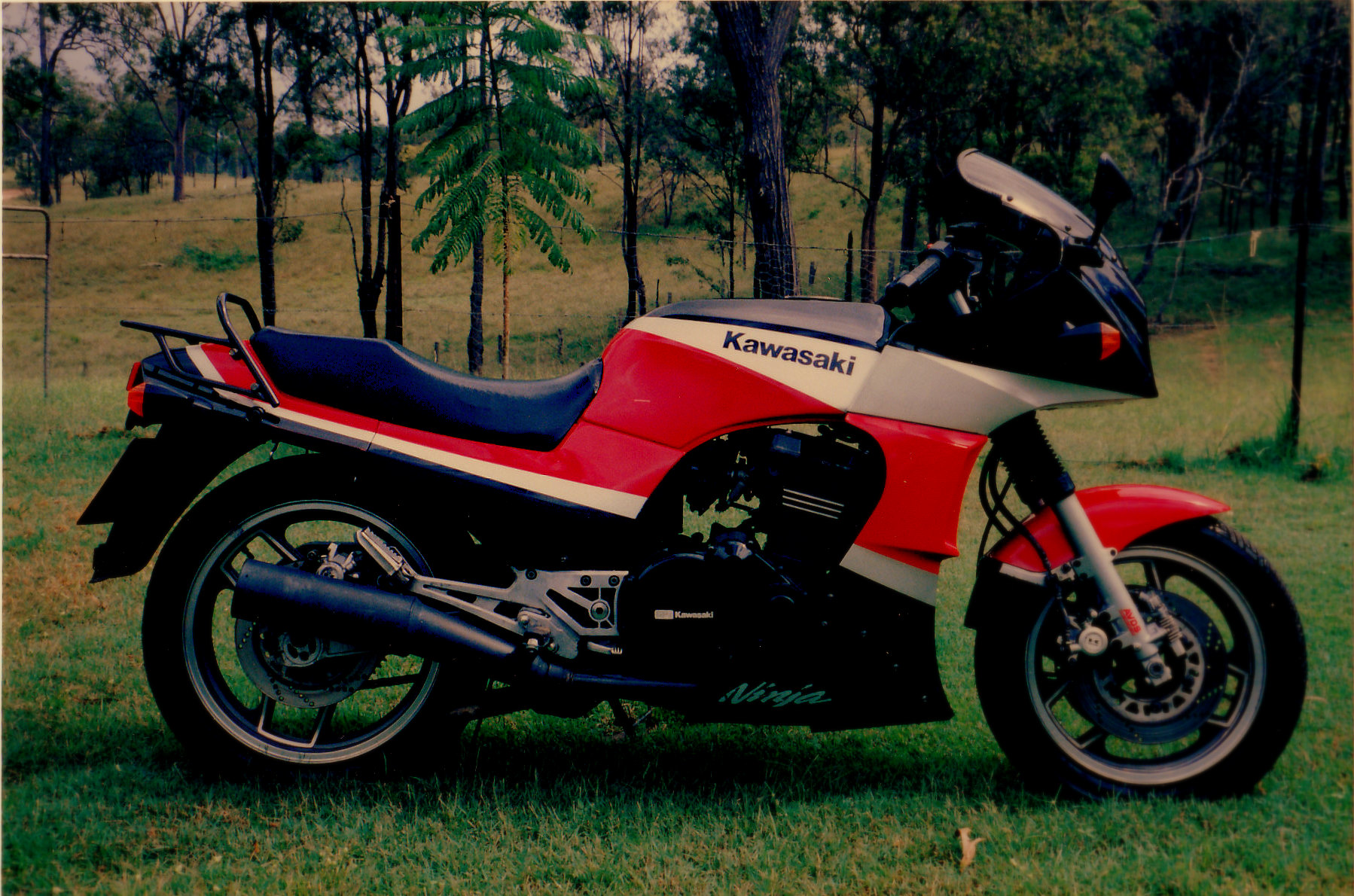
Kawasaki GPZ 750 R (1984), wassergekühlt

Kawasaki GPZ 750 ist ein Motorradmodell der japanischen Firma Kawasaki Heavy Industries.

## GPZ 750 R1
Das Modell kam im Jahr 1981 als Modell der GPZ-Reihe unter der Bezeichnung GPZ 750 R1 auf den Markt und basierte technisch auf dem Grundmodell Z 750 E. Durch auf eine Verhältnis von 9.5:1 erhöhte Verdichtung erreichte Kawasaki eine um 3 PS erhöhte Motorleistung von 80 PS (59 kW). Die Nenndrehzahl lag 500/min höher, das maximale Drehmoment erhöhte sich auf 64 Nm bei gleichbleibender Drehzahl von 7500/min. Damit wirkte das Modell technisch im Vergleich zu den Wettbewerbsmodell mit wassergekühlten V-Motoren und Vierventil-Technik deutlich rückständig. Auch das Fahrwerk mit einer um vier Zentimeter verlängerten Schwinge erfuhr keine wesentliche Überarbeitung.
Trotzdem war die Fahrleistung der 237 kg schwere Maschine beachtlich, den Spurt von 0 auf 100 km/h schaffte sie in nur vier Sekunden, die Höchstgeschwindigkeit lag bei über 200 km/h, das Ganze bei einem moderaten Verbrauch von 5,5 bis 8 Liter (Superbenzin).
Viele Teile der GPZ 750, z. B. die Instrumente, waren mit den Modellen Z 750 E oder Z 750 GT austauschbar.

## ZX 750 A1
Im Jahr 1982 erschien, präsentiert auf der IFMA, das Nachfolgemodell, welches scheinbar keine umfassenden Änderungen aufweisen konnte. Trotzdem war die ZX 750 A1 konsequent auf Sportlichkeit getrimmt. Die Leistung wuchs um 7 PS auf 87 PS (64 kW) bei 9500/min an. Geändert hatte Kawasaki aber vor allem den Charakter des Motors durch Veränderung des Zylinderkopfes (geänderte Brennraumform, größere Ventile, größerer Ventilhub, schärfere Steuerzeiten und eine auf 9.6:1 leicht erhöhte Verdichtung). In Folge lieferte der Motor im unteren Drehzahlbereich kaum Leistung, zog aber im oberen Drehzahlbereich enorm an. Auch im Fahrwerk wurde umfangreich im Vergleich zum Vorgängermodell geändert. So wurden eine Anti-Dive System installiert, eine rahmenfeste Halbschalen-Verkleidung angebracht und die Hinterradschwinge auf eine Aluminium-Profilschwinge mit Umlenksystem und zentralem Federbein umgerüstet.
Die Beschleunigung aus dem Stand heraus war nun noch schneller und die Endgeschwindigkeit wuchs auf 220 km/an, damit war das Modell das schnellste in seiner Hubraumklasse. Die Dreispeichen-Räder waren mit Reifen in der Größe 110/90 V 18 vorne und 130/90 V 18 hinten bereift, der Seitenständer, oft ein Kritikpunkt beim Vorgängermodell, wurde höher befestigt, sodass er die Schräglage in Kurven nicht mehr einschränkte. Das Modell wurde unverändert weitergebaut und erhielt im Jahr 1985 mit der Version ZX 750 A3 eine Vollverkleidung, farblich wurde das GPZ-typische Firecracker-Rot mit Silver-Metallic und Schwarz kombiniert.

## GPZ 750 R (1984–1986)
Die GPZ 750 R kam 1984 als Modell ZX 750 G1 und als Ableger der GPZ 900R für den japanischen Heimatmarkt heraus, da damals auf dem japanischen Markt nur Motorräder bis maximal 750 cm³ zulassungsfähig waren.
Die produzierten Baureihen G1 (1984), G2 (1985) und G3 (1986) wurden sowohl für den japanischen als auch für den nordamerikanischen und europäischen Markt ausgeliefert.
Die Kawasaki GPZ 750 R hatte den gleichen Brückenrahmen (DIAMOND-Frame genannt) der Kawasaki GPZ 900 R mit dem Motor als tragendem Element.
Der Motor der GPZ 750 R hatte bis auf die Vergaser und die Kurbelwelle den gleichen flüssigkeitsgekühlten Vierzylinder-Reihenmotor mit Vierventil-Technik, Gabelschlepphebel und der seitlich liegenden Steuerkette wie die 900er. Dieser Unterschied machte sie jedoch prinzipiell drehfreudiger.
Mit der Nennleistung von 92 PS war sie natürlich nicht nur besser als ihre markeneigenen Vorgängermodelle, sondern auch besser als die Honda VF 750F mit 90 PS, als auch die Honda CBX 750 F mit 91 PS.
Der Vorteil des Komforts hinter der Vollverkleidung in der sportlich-gemäßigten Sitzhaltung verblasste jedoch gegenüber den deutlich höheren Leistungen der Konkurrenz von Suzuki und Yamaha. Die Suzuki GSX-R 750 war auf Grund des geringeren Gewichts und 100-PS-Leistung neben der Yamaha FZ 750 auch durch die höhere Nennleistung mit 100 PS überlegen.
Daher blieb der große Verkaufserfolg aus, da sie in Aussehen und Gewicht eine 900er-R war mit einem deutlich schlechteren Leistungsgewicht als die Konkurrenz. Daran änderte auch nicht der – gegenüber der 900er-Kawasaki um 3300 DM günstigere Kaufpreis.
Die GPZ 750 R blieb somit selten. Lt. KBA waren Ende 2014 nur noch 160 Stück in Deutschland zugelassen.